# Eduard Zeller
Eduard Zeller (Kleinbottwar, Württemberg, 22 de janeiro de 1814 — 19 de março de 1908) foi um filósofo alemão.
Eduard Zeller estudou na Universidade de Tübingen, sob a égide de Georg Wilhelm Friedrich Hegel. Em 1840 passou a Privatdozent de teologia em Tübingen, em 1847 a professor de teologia naUniversidade de Berna, em 1849 passou a ocupar o mesmo cargo na Universidade de Marburg, passando pouco depois para a faculdade de filosofia, como resultado de disputas. Em 1862, passou a professor de filosofia na Universidade de Heidelberg, indo para Berlim dez anos mais tarde, reformando-se por volta de 1895. A sua obra-prima é a Philosophie der Griechen (1844-52), livro que aumentou e melhorou de forma continua, à luz de pesquisa posterior, com a última edição a datar de 1902, tendo-se estabelecido como um livro importante no estudo da filosofia grega.
Zeller também escreveu sobre teologia e publicou três volumes de ensaios de filosóficos. Foi também o fundador do Theologische Jahrbücher, um periódio que adquiriu grande importância como o expoente do método histórico de David Strauss e Christian Baur. À semelhança da maioria dos seus contemporâneos, começou pelo hegelianismo enveredando posteriormente para um sistema próprio, uma vez que viu a necessidade de tornar a Kant no sentido de requerer uma reconsideração crítica dos problemas epistemológicos que Kant apenas tinha tentado parcialmente resolver.
Apesar do seu mérito enquanto pensador original, os seus trabalhos em prol da história da filosofia são bem mais destacados. A sua história da filosofia grega, apesar de todas as influências helegianistas na sua escrita, permanece como um trabalho sólido e pelo qual recebeu os maiores reconhecimentos, não apenas de filósofos e sociedades de estudiosos, mas também do imperador e do povo alemão. Em 1894 o Imperador Wilhelm II tornou-o "Wirklicher Geheimrat" (conselheiro privativo) com o título de "Excellenz", estando o seu busto, juntamente com o de Helmholtz, erigido no portão de Brandemburgo próximo das estátuas do Imperador Frederico.

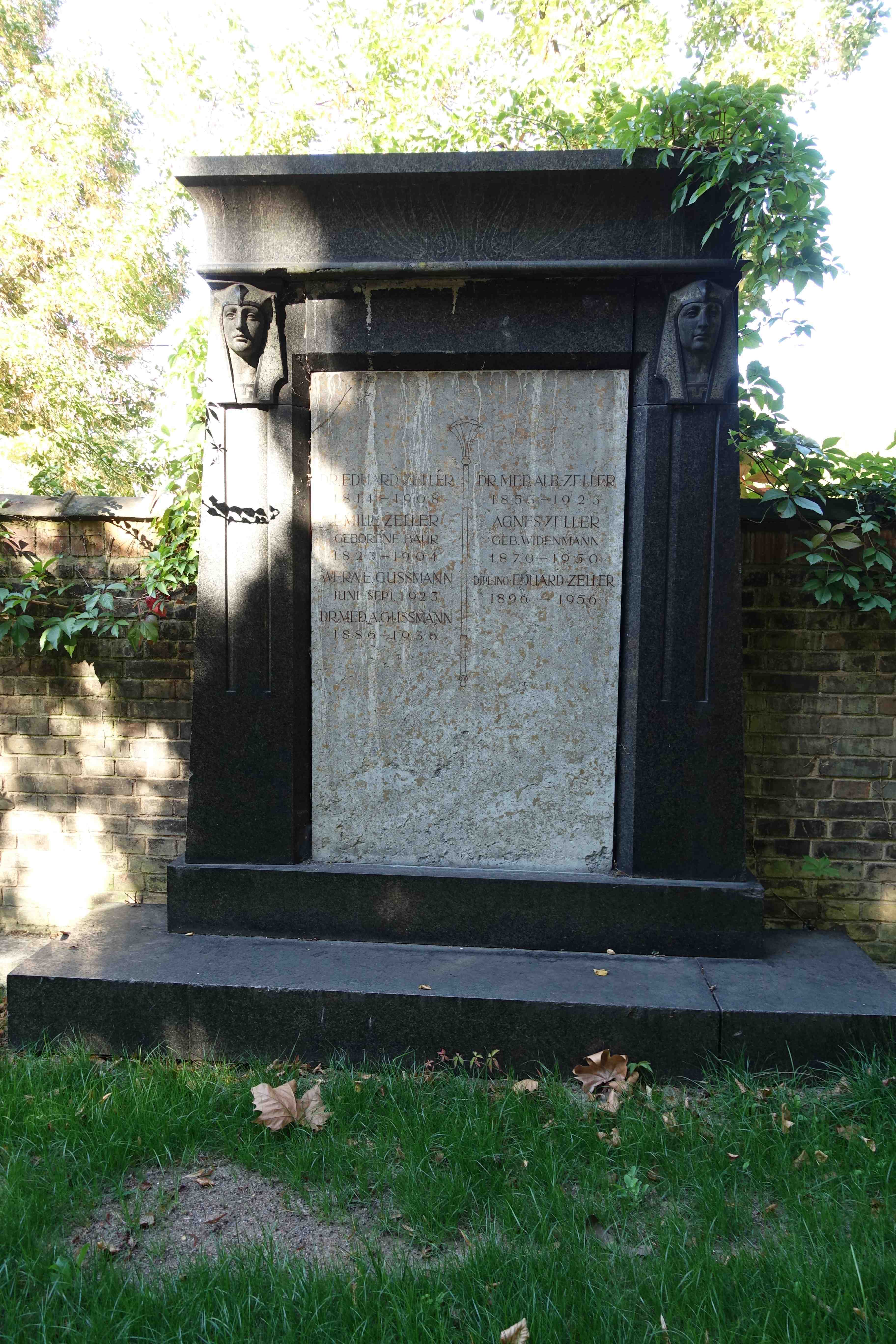
Sepultura de Eduard Zeller no Pragfriedhof Stuttgart, seção 15.

## Obras
- Platonische Studien (1839)
- De Apostelgeschichte kritisch untersucht (1854)
- Entwickelung des Monotheismus bei den Griechen (1862)
- Geschichte der christlichen Kirche (1898)
- Geschichte der deutschen Philosophie seit Leibniz (1873, ed. 1875)
- Staat und Kirche (1873)
- Strauss in seinen Leben und Schriften (1874)
- Über Bedeutung und Aufgabe der Erkenntnisstheorie (1862)
- Über teleologische und mechanische Naturerklärung (1876)
- Vorträge und Abhandlungen (1865-84)
- Religion und Philosophie bei den Römern (1866, ed. 1871)
- Philosophische Aufsätze (1887).